# نبردناو کلاس تگتاف
نبردناو کلاس تگتاف (به انگلیسی: Tegetthoff-class battleship) یک کلاس از کشتی است که طول آن 152.2 m (499 ft 3 in) می‌باشد.